# 长尾穿山甲
黑腹长尾穿山甲（学名：Phataginus tetradactyla）也称 黑腹穿山甲、长尾穿山甲，是一种产自非洲西部到中部的热带森林里的树栖穿山甲。

## 分布
本种分布于西非和中非湿润的森林地带。

## 形态与习性
本种体长为 30—40 厘米，它是尾巴最长的穿山甲，约为身长的两倍。树栖，长长的尾巴适于缠绕在树干上。以蚂蚁、白蚁和其它无脊椎动物为食。雌性每胎产仔一只，妊娠期约 140 天。